# Mixtape Pluto
Mixtape Pluto è un mixtape del rapper statunitense Future, pubblicato il 20 settembre 2024 dalla Freebandz Records e dalla Epic Records.

## Antefatti
L'8 maggio 2024 Future ha apparentemente accennato all'uscita di un mixtape che sarebbe dovuto uscire il 10 maggio successivo, che si è invece rivelata la data d'uscita del singolo Swear to God di Tee Grizzley proprio in collaborazione con Future. Nel mese di luglio il producer Southside ha rivelato di star lavorando ad un nuovo progetto "con un nuovo sound e con un'atmosfera completamente nuova". Il 2 settembre, Future ha annunciato con un post sui social media che il mixtape stava per essere pubblicato, con in sottofondo uno snippet del brano Lil Demon. Per promuovere l'uscita, la settimana successiva è stato condiviso un trailer di 30 secondi con un'altra canzone in sottofondo. L'11 settembre Future ha rivelato la copertina e la data di uscita insieme a uno snippet di un brano intitolato Too Fast. La lista tracce è stata rivelata ufficialmente il 17 settembre.

## Accoglienza
| Recensione    | Giudizio |
| ------------- | -------- |
| Metacritic    | 73/100   |
| Clash         | 8/10     |
| Pitchfork     | 7.9/10   |
| Rolling Stone |          |

Secondo l'aggregatore di recensioni Metacritic, il mixtape ha accumulato un punteggio di 73 su 100 basato su quattro recensioni, indicando un'accoglienza "generalmente favorevole". Robin Murray di Clash ha scritto che il mixtape fosse «cosparso di gioielli», riferendosi in particolare alle tracce Surfing a Tsunami e Oath. Tuttavia, ha anche affermato che il nastro «non fosse perfetto», e che ci sono «alcuni momenti che non colpiscono duramente come altri», evidenziando i brani Plutoski e MJ. Murray ha concluso la propria recensione scrivendo «Mixtape Pluto offre ampie prove della continua forma singolare di genio [di Future]». Elias Andrews di HotNewHipHop ha scritto in una recensione positiva «Mixtape Pluto è il ritorno che i fan di metà anni 2010 stavano aspettando. I titoli delle canzoni sono concisi e incisivi, come i beat e i testi». Tom Breihan di Stereogum ha notevolmente esaltato il prodotto del mixtape, scrivendo: «Al primo ascolto, nessuno dei testi di Future alimenterà il ciclo del gossip. Ma questo è un ottimo esempio di come Future sembri concentrato, anche quando sembra essere fuori di testa».

## Successo commerciale
Negli Stati Uniti, Mixtape Pluto ha debuttato al primo posto della Billboard 200 con 129.000 unità equivalenti ad album, che includevano 156,62 milioni di streaming on-demand e 10.000 vendite di album puri. Il mixtape è anche il secondo progetto senza funzionalità a debuttare in cima alla Billboard 200 negli anni 2020 dopo Sincerely, Kentrell di YoungBoy Never Broke Again, oltre che il terzo debutto in cima a cotale classifica in un solo anno.

## Tracce
1. Teflon Don – 2:39 (testo: Nayvadius Wilburn, Nicolas Berlinger, Joshua Luellen, London Holmes, Mateen Niknam, DeAvonte Kimble, Giovanni Rinaldi – musica: Southside, London on da Track, AyoPeeb, Topp, FBG Goat, Desro, MoXart Beatz)
2. Lil Demon – 2:19 (testo: Nayvadius Wilburn, Joshua Luellen, Matthew Kyle-Brown, – musica: Southside, Smatt Sertified)
3. Ski – 2:27 (testo: Nayvadius Wilburn, Joshua Luellen, Matthew Kyle-Brown, Lychkin Vladimirovich – musica: Southside, Smatt Sertfied, Gedo)
4. Ready to Cook Up – 2:47 (testo: Nayvadius Wilburn, Wesley Glass, Lucas DePante – musica: Wheezy, Juke Wong)
5. Plutoski – 2:59 (testo: Nayvadius Wilburn, Wesley Glass, Joshua Luellen, Lucas DePante, James Brown – musica: Wheezy, Southside, Juke Wong)
6. Too Fast – 3:25 (testo: Nayvadius Wilburn, Taurus Currie Jr., Ivison Smith, Hampton Sallee, Evan McCoy, Cecilie Karshøj, Silas Moldenhawer – musica: Taurus, Ike Beatz, DJ Champ, McCoy)
7. Ocean – 3:23 (testo: Nayvadius Wilburn, Wesley Glass, Carlton Mays Jr., Dylan Cleary-Krell, Abraham Herrera, Ciaran Mullan – musica: Wheezy, Honorable C.N.O.T.E., Dez Wright, Jack Uriah, Mu Lean)
8. Press the Button – 2:50 (testo: Nayvadius Wilburn, Joshua Luellen, DeAvonte Kimble, Martell Smith – musica: Southside, Topp, FBG Goat, BeatzByRRose)
9. MJ – 1:54 (testo: Nayvadius Wilburn, Wesley Glass, Romil Hemnani, Dawoyne Lawson, Bryan Yepes – musica: Wheezy, Romil Hemnani, 2forWoyne, Yepes)
10. Brazzier – 3:08 (testo: Nayvadius Wilburn, Joshua Luellen, Dwan Avery – musica: Southside, DY Krazy)
11. South of France – 1:48 (testo: Nayvadius Wilburn, Wesley Glass, Joshua Luellen, Carlton McDowell Jr. – musica: Wheezy, Southside, Carlton)
12. Surfing a Tsunami – 3:33 (testo: Nayvadius Wilburn, Wesley Glass, Che Pope – musica: Wheezy, Che' Fuego 3000)
13. Made My Hoe Faint – 1:55 (testo: Nayvadius Wilburn, Wesley Glass, Joshua Luellen, Sean Momberger – musica: Wheezy, Southside, Sean Momberger)
14. Told My – 1:41 (testo: Nayvadius Wilburn, Dwan Avery, Lucas DePante, Andrea Saporito, Paul Beauregard – musica: Wheezy, DY Krazy, Juke Wong, Nothingto$ay)
15. Oath – 1:34 (testo: Nayvadius Wilburn, Taurus Currie Jr., Ozro Graham Jr., Paul Penso, James Sampson – musica: Taurus, Rocaine, Koncept P, 808 Jayy)
16. Lost My Dog – 2:53 (testo: Nayvadius Wilburn, Jacob Canady, Michael Mulé Isaac De Boni, Jaime Woods – musica: ATL Jacob, FnZ)
17. Aye Say Gang – 3:28 (testo: Nayvadius Wilburn, Wesley Glass, Licas DePante, Sean Seaton, Che Pope – musica: Wheezy, Juke Wong, Neenyo, Che' Fuego 3000)

Traccia bonus
1. South of France (Remix) (feat. Travis Scott) – 3:04 (testo: Nayvadius Wilburn, Jacques Webster II, Wesley Glass, Joshua Luellen, Carlton McDowell Jr. – musica: Wheezy, Southside, Carlton)

Note
- Teflon Don contiene un campionamento di Speak Softly Love della colonna sonora de Il padrino, prodotto da Nino Rota.
- Ski contiene un campionamento di Shadow Man di David McAllister.
- Plutoski contiene un campionamento accreditato di I Got You (I Feel Good) di James Brown.
- Too Fast contiene un campionamento di 1000 Times di Coco O.
- Surfing a Tsunami contiene alcuni elementi di Patek, composta da Jimmy Ledrac.
- Made My Hoe Faint contiene un campionamento di The Hills di The Weeknd.
- Told My contiene un campionamento di Let Em Know e Whatcha Gonna Do, entrambe scritte da Robert Cooper Phillips e Paul Beauregard e prodotte da Koopsta Knicca.
- Lost My Dog contiene un campionamento di How Love's Made di Jaime Woods.
- Aye Say Gang contiene un campionamento di Nobody/A Place to Vent, scritto e prodotto da Jay Cooper.

## Classifiche

### Classifiche settimanali
| Classifica (2024) | Posizione massima |
| ----------------- | ----------------- |
| Australia         | 27                |
| Austria           | 10                |
| Belgio (Fiandre)  | 17                |
| Belgio (Vallonia) | 26                |
| Canada            | 4                 |
| Danimarca         | 14                |
| Finlandia         | 27                |
| Francia           | 26                |
| Germania          | 25                |
| Irlanda           | 25                |
| Italia            | 24                |
| Lituania          | 8                 |
| Norvegia          | 6                 |
| Paesi Bassi       | 8                 |
| Portogallo        | 11                |
| Regno Unito       | 11                |
| Repubblica Ceca   | 10                |
| Slovacchia        | 4                 |
| Stati Uniti       | 1                 |
| Svezia            | 34                |
| Svizzera          | 8                 |